# Веденовка (Акмолинская область)
Веде́новка (каз. Веденовка) — село в Бурабайском районе Акмолинской области Казахстана. Административный центр Веденовского сельского округа. Код КАТО — 117037100.

## География
Село расположено в южной части района на реке Аршалы, на расстоянии примерно 57 километров (по прямой) к юго-западу от административного центра района — города Щучинск. 
Абсолютная высота — 390 метров над уровнем моря.
Климат холодно-умеренный, с хорошей влажностью. Среднегодовая температура воздуха положительная и составляет около +2,7°С. Среднемесячная температура воздуха в июле достигает +18,8°С. Среднемесячная температура января составляет около -15,3°С. Среднегодовое количество осадков составляет около 460 мм. Основная часть осадков выпадает в период с мая по август.
Ближайшие населённые пункты: село Исаковка — на западе, село Уялы — на юго-западе, село Федосеевка — на юге. 
Через село протекает река Аршалы.

## История[4]
Село было основано в 1902 году при группе первых переселенцев во главе Веденеевым Виктором Васильевичем (в честь которого потом и наименовали село).
В первый год заселения, дома могли построить только более зажиточные крестьяне и поэтому вначале было всего 6 домов, остальные жили в землянках. 
В 1905 — 1906 гг. вновь прибыли переселенцы, из Харьковской, Брянской, Самарской, Оренбургской губерний.
Первыми жителями села были семьи: Плахотники, Карелины, Вережниковы, Батиковы, Никитины. Позднее приехали ещё: Прохоровы, Могутины, Матеренко, Мироновы, Червенко, Ивченко, Беляшовы, Мамойленко, Романенко и другие. В 1912 году приехала еще одна группа переселенцев.
В 1908 году начинают строить школу при совместительстве самого активного строителя — Плахотника Афанасия. В то же время купец Бекетов построил магазин.
Во время Октябрьской революции был организован волостной комитет. Первым председателем был избран Черненко Петр.
На первом Волостном съезде в Веденовке, собравшем делегатов из пяти сел, вновь организованной Веденовской волости был избран волостной совет. Заместителем председателя был избран Гапошин Т.
1 мая 1919 года была создана ячейка РКП(б), секретарем которой избирается Летунов. Первыми комсомольцами были: Березин М. и Березин И. Первым секретарем ячейки — Чирьев Игнат Евсеевич.
В 1923 году село становится административным центром новообразованного одноименного сельсовета.
В 1929 году организовывается колхоз «Единение — сила». Председателями были Двойниченко К.Р. и Плахотник А.К. В 1935 году колхоз переименовывается в «15 лет КазССР».  
В 1936 году была создана Веденовская МТС; начальная школа была преобразована в семилетнюю. 
Во время Великой Отечественной войны, из Веденовского сельсовета на фронт ушло 500 человек. Остались в основном старики и подростки. Председателем колхоза тогда был Девисенко Петр Трофимович, не взятый на фронт по «брони» и по состоянию здоровья. Односельчане уважали своего председателя и ласково называли «батька». 
В 1941 году, откликнувшись на призыв знаменитой трактористки Паши Ангелиной, была создана знаменитая Веденовская женская тракторная бригада, а когда в 1943 году бригадир ушел на фронт, единогласным решением бригадиром была назначена Бережная Антонина Антоновна, впоследствии ставшая Героем Социалистического труда. 
После войны, в селе необходимо было восстанавливать запущенную агротехнику на полях, восстановить поголовье скота, построить жизненно необходимые производственные и бытовые объекты.  Большую роль в восстановлении не только села но и района сыграла Веденовская МТС (всего в тогда в Щучинском районе было три МТС: Боровская, Веденовская и Урумкайская).
В 1954 году, когда началось освоение земли, колхоз «15 лет КазССР» объединили с селом Заречинка и назвали колхозом им. Кирова. Председателем был Омельченко В.Я.
Во время освоение целины, село начинает развиваться небывалыми темпами: так как, село строилось по берегам реки Аршалы, был построен подвесной мост, который соединил две стороны села.
В 1956 году Веденовская семилетняя школа преобразована в среднюю.
В 1961 году постановлением правительства СССР колхозы были реорганизованы в совхозы. МТС исчерпали свою роль и были реорганизованы в ремонтно-технические станции (РТС), а сельскохозяйственная техника продана колхозам и совхозам. 
В 1961 году на базе Веденовской МТС, а также объединив села Новоандреевка, Тулькули, Исаковка, Федосеевка, Николаевка создается совхоз «Веденовский».
В 1964 году совхозом стал руководить Лиэпа Леонард Александрович.
В 1967 году был построен детский сад «Буратино», где было три группы: ясельная, младшая и старшая. В 1983 году был открыт еще один детский сад «Ромашка» на три группы.
В 1973 году была построена Веденовская средняя школа на 600 мест.
В 1977 году, к 60-летию со дня рождения знаменитой землячки А. А. Бережной, был открыт памятник на той улице, где она жила. Сама улица переименована с улицы «40 лет Казахстана» в улицу имени А. А. Бережной.
В 1988 году был построен олифный цех, заведующим цехом работал Ювченко А.И.
В 2002 году село отметило свой столетний юбилей. А в 2017 — в селе прошел праздник в честь 115-летия.

## Население
В 1989 году население села составляло 1483 человек (из них русские — 60%, немцы — 22%).
В 1999 году население села составляло 1212 человек (599 мужчин и 613 женщин). По данным переписи 2009 года, в селе проживало 1015 человек (487 мужчин и 528 женщин).
| Численность населения | Численность населения | Численность населения |
| 1989                  | 1999                  | 2009                  |
| --------------------- | --------------------- | --------------------- |
| 1483                  | ↘1212                 | ↘1015                 |

## Известные личности и уроженцы
- Бережная, Антонина Антоновна (1917—1968) — Герой Социалистического Труда.

## Улицы[7]
- ул. Алихана Букейханова,
- ул. Белорусская,
- ул. Космическая,
- ул. Лиепы,
- ул. Мира,
- ул. Набережная,
- ул. Октябрьская,
- ул. Целинная.